# Marian Dobija (oszczepnik)

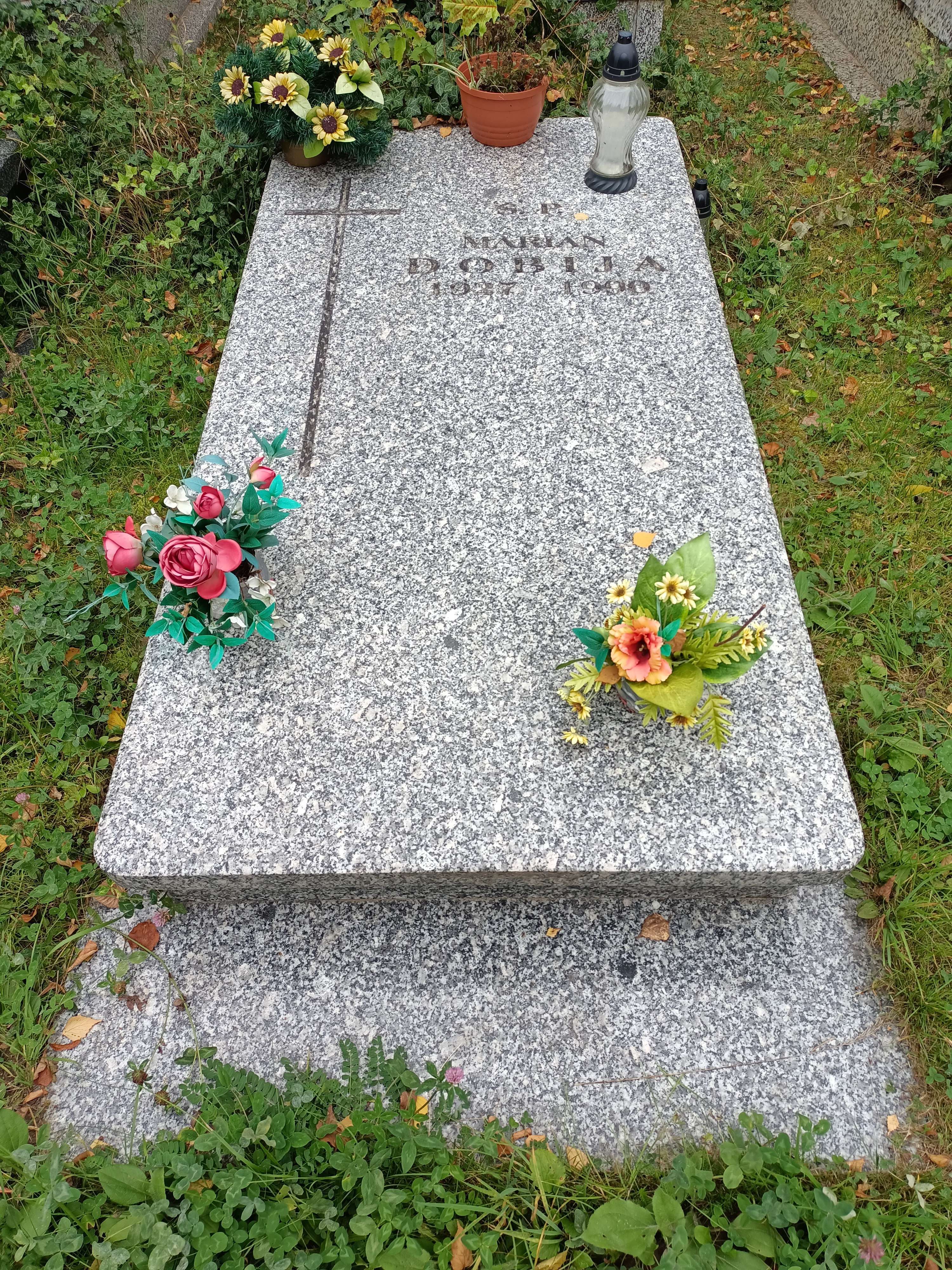
Grób Mariana Dobiji na Cmentarzu Komunalnym Północnym w Warszawie

Marian Dobija (ur. 23 września 1927 w Buczkowicach, zm. 14 czerwca 1990 w Warszawie) – polski lekkoatleta specjalizujący się w rzucie oszczepem.
Brązowy medalista mistrzostw Polski w 1952 w rzucie granatem i w 1953 w rzucie oszczepem. Reprezentował barwy Gwardii Warszawa.
Rekordzista Polski w rzucie granatem – 78,64 m (5 października 1952, Poznań). Rekord życiowy w rzucie oszczepem: 65,92 m (20 października 1956, Warszawa).
Pochowany na cmentarzu komunalnym Północnym w Warszawie (kwatera N-I-12, rząd 3, grób 15).